# 20 de enero
El 20 de enero es el 20.º (vigésimo) día del año en el calendario gregoriano. Quedan 345 días para finalizar el año y 346 en los años bisiestos.

## Acontecimientos
- 648: en Europa, el rey visigodo Chindasvinto, instaura la monarquía hereditaria en Hispania al asociar al trono a su hijo Recesvinto.
- 1423: en Navarra, el rey Carlos III de Navarra promulga un mandamiento mediante el cual instituye el principado de Viana para su nieto Carlos de Trastámara.
- 1486: Cristóbal Colón se presenta en Córdoba ante los Reyes Católicos y entra a su servicio.
- 1500: el marino Vicente Yáñez Pinzón es el primer español que cruza el ecuador terrestre sobre la costa atlántica americana hasta acceder al actual Brasil.
- 1503: se crea la Casa de Contratación de Sevilla, encargada de organizar y controlar todo el servicio de transportes y de pasajeros entre el Nuevo y el Viejo Mundo.
- 1523: se funda la Villa de Colima, hoy actualmente capital del estado de Colima por Gonzalo de Sandoval.
- 1532: en la región de Zacatecas (México), los españoles Fernando y Francisco de Saín fundan la villa de San Sebastián, hoy conocida como Saín Alto.
- 1574: en Perú, se funda la ciudad de Huaraz
- 1576: en México se funda la villa de León, como una guarnición para los españoles que se encontraban en guerra con los grupos de chichimecas que poblaban la región.
- 1722: el príncipe de Asturias, Luis, se casa con Luisa Isabel de Orleans para afianzar la alianza entre Francia y España.
- 1783: se firma entre Gran Bretaña, Estados Unidos, Francia y España los preliminares del acuerdo definitivo, llamado Tratado de Versalles, por el que se reconoce la independencia de las colonias británicas americanas.
- 1807: en las afueras de Montevideo (Uruguay), las tropas británicas vencen en el combate del Cordón a las fuerzas de defensa, dejándoles un saldo de 200 muertos. Se inicia el sitio de Montevideo, durante la segunda invasión inglesa al Río de la Plata (la primera fue en 1806).
- 1830: ante el Congreso reunido en Bogotá, el Libertador Simón Bolívar hace en su mensaje un recuento de los sucesos ocurridos durante los dos últimos años, bosqueja la situación de la República y presenta su renuncia al Poder Supremo.
- 1834: en España, un decreto real suprime, de modo indirecto, la organización gremial.
- 1839: en el marco de la Guerra entre la Confederación Perú-Boliviana y el Ejército Restaurador Chile-Perú, se libra la Batalla de Yungay.
- 1874: fue atacada la Villa de Ayerbe por la columna carlista mandada por el Brigadier Don Manuel López de Caracuel.
- 1909: en España, el Congreso de los Diputados aprueba una ley por la que se prohíbe la exportación de obras de arte.
- 1917: en Londres (Inglaterra) mueren ochenta personas tras la explosión de una fábrica de armamentos.
- 1925: tras el Tratado de Pekín, Japón reconoce a la Unión Soviética y le entrega la mitad norte de la isla de Sajalín.
- 1927: en Argentina se funda en Concepción, Tucumán, el Concepción Fútbol Club.
- 1929: León Trotski es expulsado de la Unión Soviética y deportado a Turquía.
- 1936: Eduardo VIII es proclamado monarca del Reino Unido y Emperador de la India.
- 1937: Franklin D. Roosevelt asume por segunda vez el cargo de presidente de los Estados Unidos.
- 1941: Franklin D. Roosevelt asume por tercera vez el cargo de Presidente de los Estados Unidos.
- 1942: II Guerra Mundial: Altos dirigentes nazis deciden la "solución final del problema judío" en la llamada Conferencia de Wannsee, celebrada en Wannsee, cerca de Berlín.
- 1942: Segundo hito de Schoenstatt. Se decide que el Padre José Kentenich puede salir de Dachau.
- 1943: II Guerra Mundial: Chile rompe relaciones con los países miembro del Eje: Bulgaria, Croacia, Rumania, Japón, Alemania e Italia.
- 1944: II Guerra Mundial: La aviación británica lanza más de dos mil toneladas de bombas sobre Berlín.
- 1945: Franklin D. Roosevelt asume por cuarta vez consecutiva el cargo de presidente de los Estados Unidos, aunque no terminaría su mandato debido a su fallecimiento el 12 de abril, sucediendole su Vicepresidente Harry S. Truman.
- 1948: Resolución 39 del Consejo de Seguridad de las Naciones Unidas es adoptada.
- 1949: Estados Unidos: Harry S. Truman desarrolla un programa de cuatro puntos para los países económicamente atrasados.
- 1950: se concierta en Moscú un tratado de amistad, de treinta años de duración, entre la Unión Soviética y China.
- 1952: las tropas británicas ocupan la ciudad egipcia de Ismailia, fuera de la zona que les está reservada en el Canal de Suez.
- 1953: en los Estados Unidos, Dwight D. Eisenhower asume el cargo de presidente.
- 1956: en los Estados Unidos comienza a circular el primer tren de industria española (Talgo) entre Chicago y Peoria.
- 1957: en los Estados Unidos, Dwight D. Eisenhower asume por segunda vez el cargo de presidente.
- 1958: se publica la primera aventura de Mortadelo y Filemón en Pulgarcito.
- 1960: en la República Dominicana, el dictador Leónidas Trujillo hace encarcelar a la agrimensora y activista María Teresa Mirabal (de 23 años), a la que hará asesinar el 25 de noviembre.
- 1960: en España se funda la Universidad de Navarra del Opus Dei, en cuyo patrocinio participa un amplio capital catalán.
- 1961: en los Estados Unidos, John F. Kennedy toma posesión del cargo de presidente.
- 1965: en los Estados Unidos, Lyndon B. Johnson toma posesión del cargo de presidente.
- 1968: Colombia reanuda las relaciones diplomáticas con la Unión Soviética.
- 1969: en los Estados Unidos, Richard Nixon asume la presidencia.
- 1969: En Madrid, el estudiante antifranquista Enrique Ruano, es arrojado por la ventana de un séptimo piso por miembros de la Brigada Político-Social, la policía política secreta del régimen franquista. Su muerte provocó una ola de indignación que derivaría en protestas que llevaron al régimen a decretar el estado de excepción cuatro días después del suceso.
- 1970: Se funda el partido Bandera Roja (BR).
- 1972: en Chile el gobierno dimite en pleno para facilitar a Salvador Allende su reorganización.
- 1973: en los Estados Unidos, Richard Nixon asume por segunda vez la presidencia.
- 1976: La Masacre de Damour durante la Guerra Civil Libanesa (1975-1990), ciudad de mayoría cristiana fue atacada por unidades de la OLP asesinados en la batalla o masacrados después.
- 1977: en los Estados Unidos, Jimmy Carter jura su cargo como presidente.
- 1980: en Alonsótegui (País Vasco), explota una bomba en un bar, que mata a cuatro civiles nacionalistas vascos y hiere a otros diez. Los GAE profranquistas se atribuyen el hecho (atentado de Alonsótegui).
- 1980: el presidente estadounidense Jimmy Carter exige la suspensión de los Juegos Olímpicos de Moscú si la Unión Soviética no se retira de Afganistán en el plazo de cuatro semanas.
- 1980: en Sincelejo, Colombia durante una tradicional corraleja se produce la caída de los palcos provocando la muerte a más de 400 personas y más de 2000 heridos.[1]
- 1981: en los Estados Unidos, Ronald Reagan jura su cargo como presidente.
- 1985: en los Estados Unidos, Ronald Reagan jura su cargo para un segundo mandato y anuncia su apoyo al proyecto de defensa estratégica, conocido popularmente como "Guerra de las Galaxias".
- 1986: en los Estados Unidos, se celebra por primera vez el día de Martin Luther King como fiesta oficial.
- 1989: en los Estados Unidos, George H. W. Bush jura su cargo como presidente de los Estados Unidos.
- 1989: en España, se funda el Partido Popular.
- 1993: en los Estados Unidos, Bill Clinton asume como presidente.
- 1994: en España, Rafael Ángel Martínez González, es nombrado académico de la Institución Tello Téllez de Meneses.
- 1996: en los Territorios Palestinos, Yasir Arafat es elegido presidente de la Autoridad Nacional Palestina.
- 1997: el Gobierno del Zaire declara la guerra a los rebeldes tutsis.
- 1997: en los Estados Unidos, Bill Clinton asume por segunda vez como presidente.
- 1998: en Brasil, se crea el primer Banco Comunitario de Desarrollo, de nombre Banco Palmas.
- 1990: los rusos y armenios atacan Azerbaiyán.
- 2000: en el continente americano, eclipse total de Luna, visible en América. Este fenómeno presentó 77 minutos de totalidad, fácilmente observado.
- 2001: en los Estados Unidos, George W. Bush toma posesión como presidente de los Estados Unidos.
- 2003: en España, el grupo de san Sebastián La oreja de Van Gogh saca su canción llamada 20 de enero.
- 2005: en los Estados Unidos, George W. Bush toma posesión por segunda vez del cargo de presidente de los Estados Unidos.
- 2006: en Colombia, se inaugura el túnel más largo de América Latina, llamado Túnel de Occidente o túnel Fernando Gómez Martínez.
- 2009: en los Estados Unidos, Barack Obama toma posesión como presidente de los Estados Unidos. Convirtiéndose en el primer presidente mulato de ese país.
- 2013: en los Estados Unidos, Barack Obama asume por segunda vez del cargo de presidente de los Estados Unidos.
- 2017: en los Estados Unidos, Donald Trump se convierte en el 45.º presidente de los Estados Unidos.
- 2019: en México, fenómeno astronómico primer Superluna de sangre junto con el eclipse lunar total.
- 2020: la Organización Panamericana de la Salud informa que cuatro países (China, Japón, Tailandia y Corea) han reportado casos de personas afectadas por el COVID-19.[2]
- 2021: en los Estados Unidos, Joe Biden se convierte en el 46.° presidente de los Estados Unidos.
- 2021: en Valle de Jezreel, Estado de Israel, se halla una piedra tallada en griego bajo el lema: “Cristo, nacido de María”. Data de hace más de 1500 años y se le atribuye a Teodosio.[3]
- 2021: se reportan 1 723 209 casos de COVID-19 en todo el mundo. El mayor récord en 24 horas desde que inició la pandemia.
- 2025: en los Estados Unidos, Donald Trump se convierte en el 47.° presidente de los Estados Unidos, asumiendo por segunda vez el cargo.

## Nacimientos
- 225: Gordiano III, emperador romano (f. 244).
- 1292: Isabel I, reina de Bohemia (f. 1330).
- 1358: Leonor de Aragón, princesa aragonesa y reina consorte de Castilla (f. 1382).
- 1435: Ashikaga Yoshimasa, shogun japonés (f. 1490).
- 1488: Juan Jorge de Montferrato, marqués de Montferrato (f. 1533).

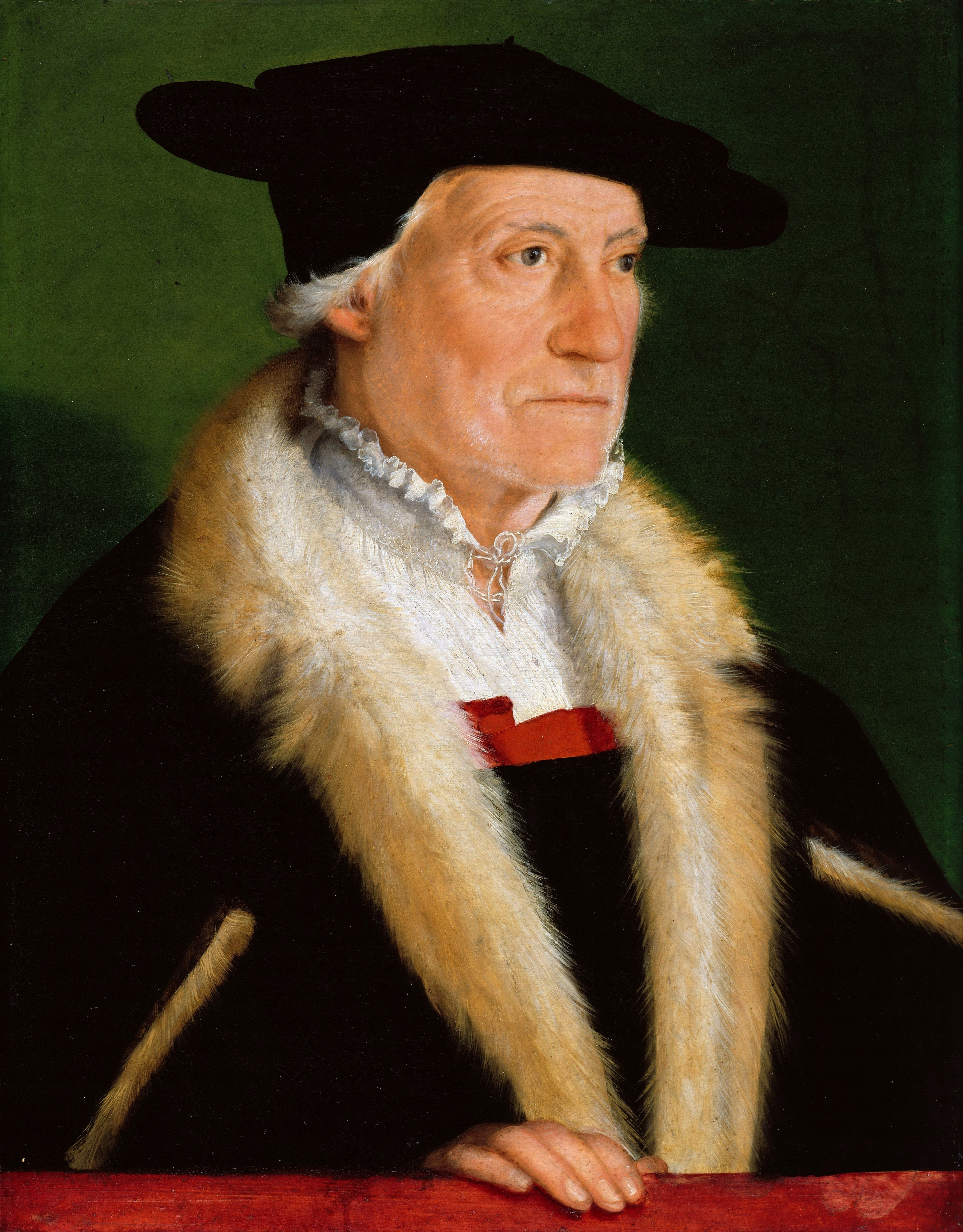
Sebastian Münster.

- 1488: Sebastian Münster, astrónomo alemán (f. 1552).
- 1499: Sebastian Franck, humanista alemán (f. 1543).
- 1554: Sebastián I, rey portugués (f. 1578).
- 1586: Johann Hermann Schein, compositor alemán (f. 1630).
- 1716: Carlos III, rey español (f. 1788).
- 1732: Richard Henry Lee, político estadounidense (f. 1794).
- 1755: Gregorio Hermida y Gamba, obispo español (f. 1814).
- 1756: Miguel Domínguez, político y abogado mexicano (f. 1830).

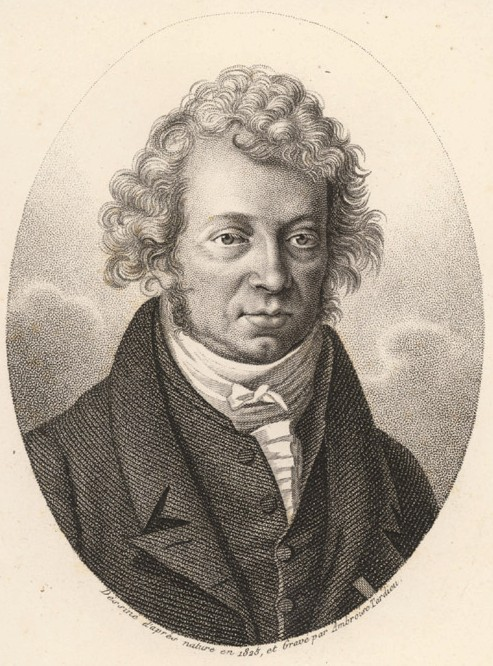
André-Marie Ampère.

- 1775: André-Marie Ampère, físico y matemático francés (f. 1836).
- 1801: Hippolythe Bayard, inventor francés (f. 1887).

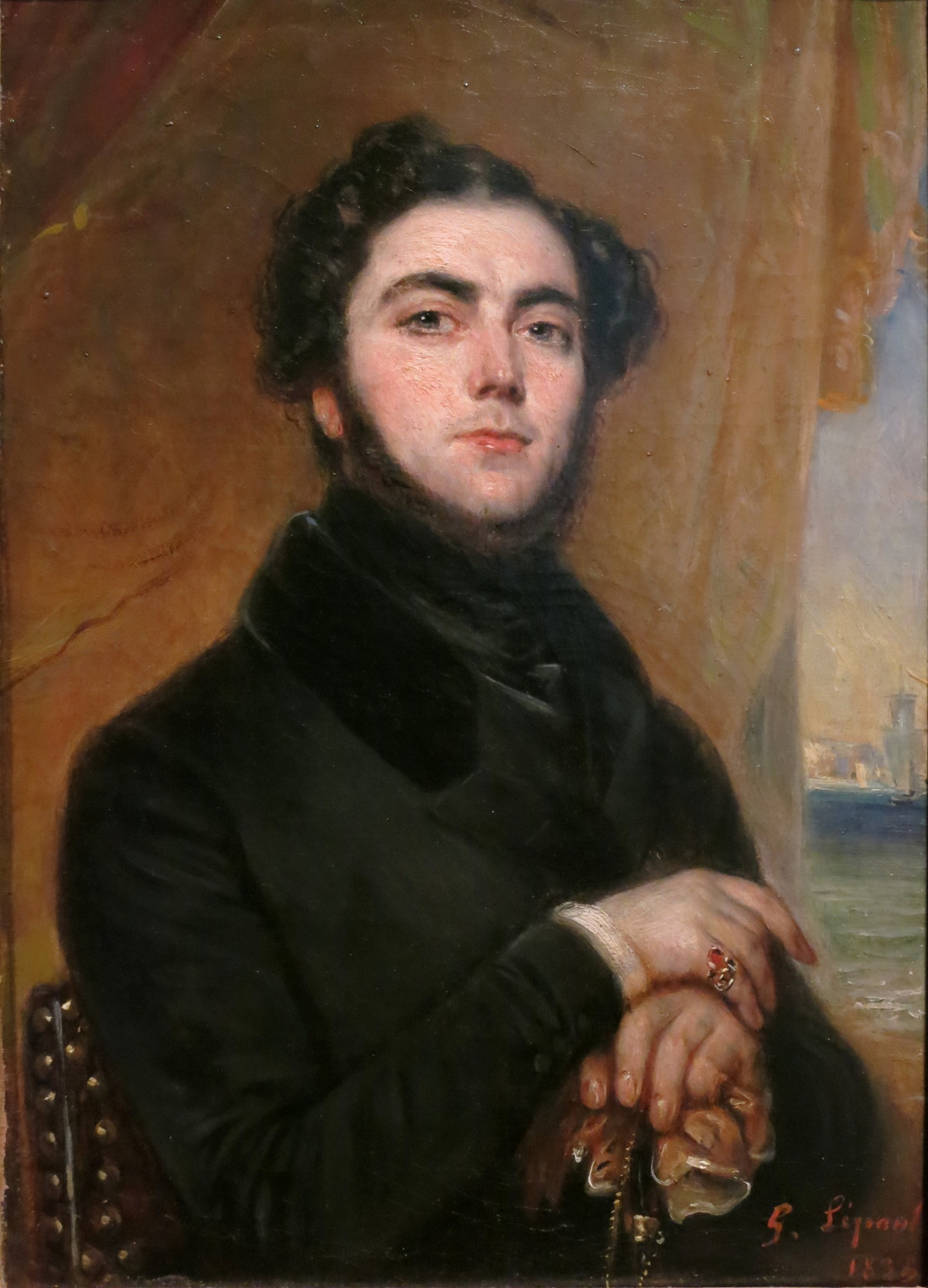
Eugène Sue.

- 1804: Eugène Sue, escritor francés (f. 1857).
- 1809: Sebastián Iradier, compositor español (f. 1865).
- 1821: Vicente Herrera Zeledón, político costarricense (f. 1888).
- 1822: Jesús González Ortega, militar y político mexicano (f. 1881).
- 1848: Raimundo Fernández Villaverde, político español (f. 1905).
- 1855: Ernest Chausson, compositor francés (f. 1899).
- 1857: Ramón de la Sota, político y empresario español (f. 1936).
- 1858: Pedro Vives Vich, ingeniero y militar español (f. 1938).
- 1864: Carmen Romero Rubio, primera dama de México (f. 1944).
- 1866: Jesús Fructuoso Contreras, escultor mexicano (f. 1902).
- 1867: Yvette Guilbert, cantante y actriz francesa (f. 1944).
- 1869: Lucas Caballero Barrera, político y empresario colombiano (f. 1942).
- 1870: Guillaume Lekeu, compositor belga (f. 1894).
- 1873: Joaquín Álvarez Quintero, escritor y humorista español (f. 1944).
- 1873: Johannes Vilhelm Jensen, escritor danés, premio nobel de literatura en 1944 (f. 1950).
- 1878: Finlay Currie, actor británico (f. 1968).
- 1881: Joaquín García Monge, escritor costarricense (f. 1958).

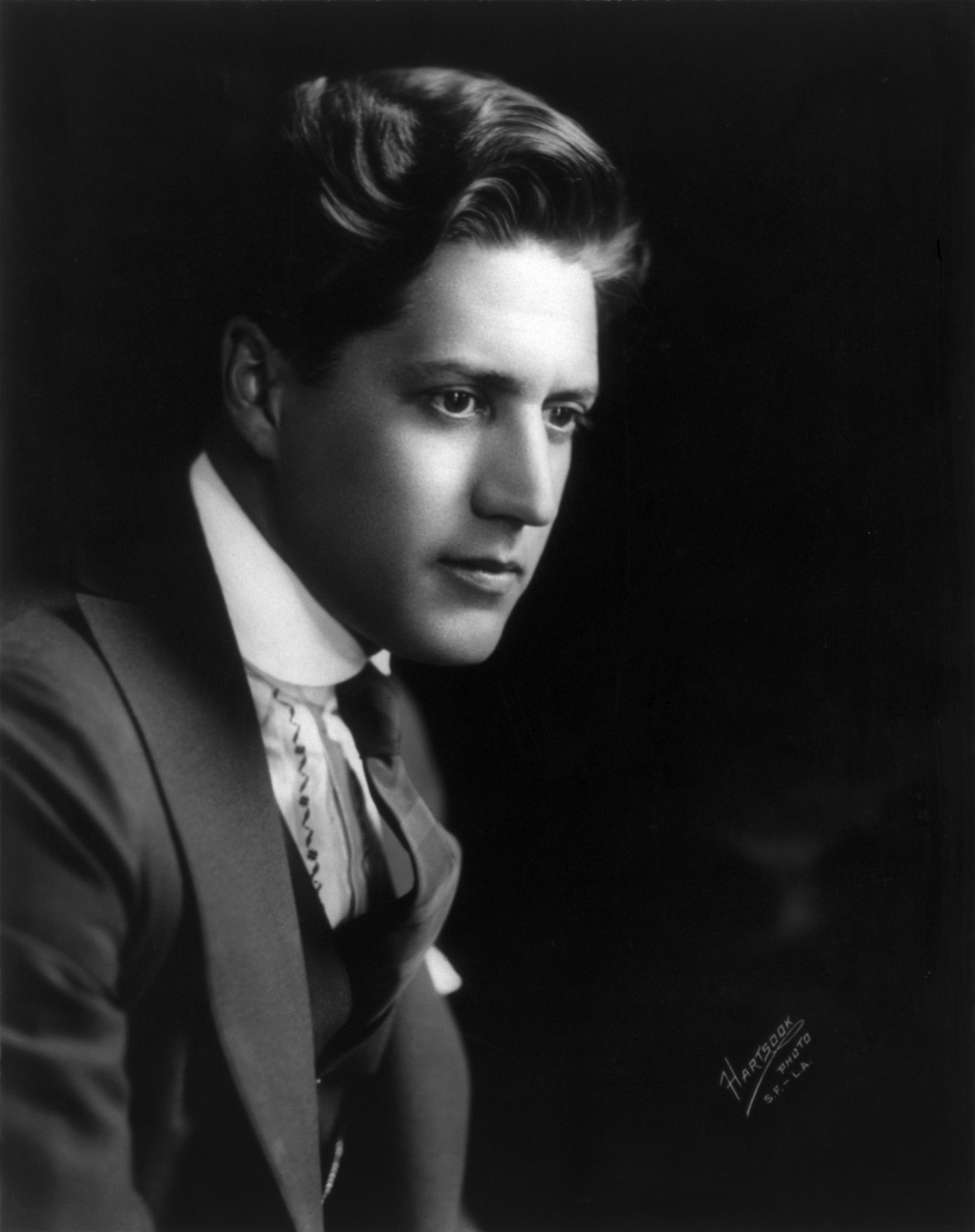
Carlyle Blackwell.

- 1884: Carlyle Blackwell, actor estadounidense (f. 1955).
- 1888: Leadbelly, músico y compositor estadounidense (f. 1949).
- 1888: Luis Nicolau d'Olwer, político español (f. 1961).
- 1891: Mischa Elman, violinista estadounidense de origen ucraniano (f. 1967).
- 1892: Raul Pilla, político, médico, periodista y profesor brasileño (f. 1973).
- 1895: Antonio Gallego Burín, periodista y político español (f. 1961).
- 1896: George Burns, actor estadounidense (f. 1996).
- 1901: Juan García Oliver, anarquista español (f. 1980).
- 1903: Esteban Vicente, pintor español (f. 2001).
- 1909: Carlos Delgado Chalbaud, político venezolano (f. 1950).
- 1910: Joy Adamson, naturalista austriaca (f. 1980).
- 1910: Allal al-Fasi, político y escritor marroquí (f. 1974).
- 1913: Chucho Navarro, músico mexicano (f. 1993).
- 1914: Gerald Holtom, diseñador y artista británico (f. 1985).
- 1915: Ghulam Ishaq Khan, presidente pakistaní (f. 2006).
- 1918: Juan García Esquivel, compositor mexicano (f. 2002).
- 1920: Federico Fellini, cineasta italiano (f. 1993).
- 1920: DeForest Kelley, actor estadounidense (f. 1999).
- 1920: Marcos Ana, poeta español. (f. 2016).
- 1920: Carmen Molina, actriz, cantante y bailarina mexicana (f. 1998).
- 1921: Telmo Zarraonaindía, futbolista español (f. 2006).
- 1924: Ramón Xirau, poeta y filósofo mexicano (f. 2017).

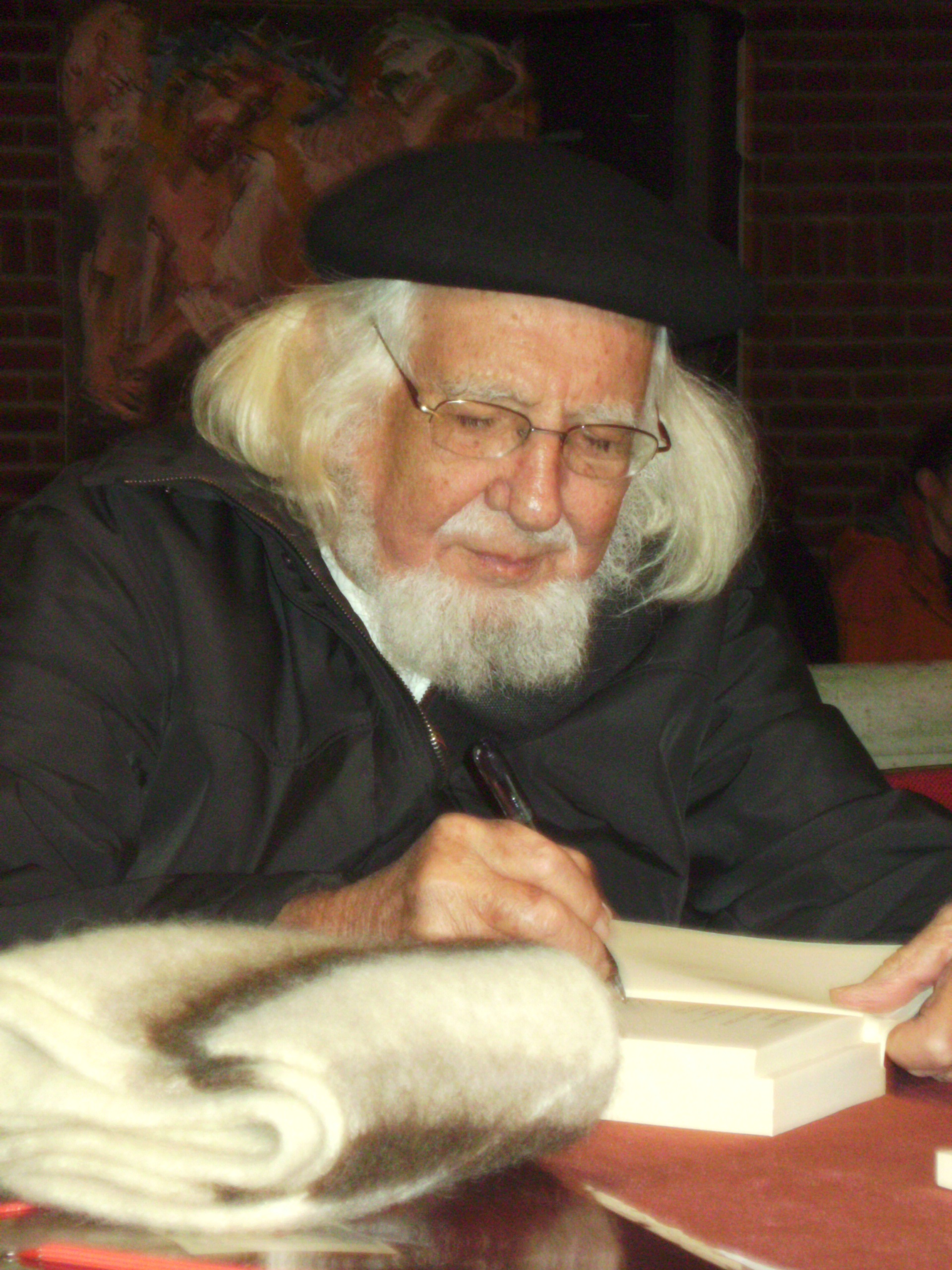
Ernesto Cardenal.

- 1925: Ernesto Cardenal, teólogo y político nicaragüense (f. 2020).
- 1926: Dimas Costa, poeta, folclorista, compositor, actor, locutor de radio y de televisión brasileño (f. 1997).
- 1926: Juan Carlos Mareco, presentador de televisión uruguayo (f. 2009).

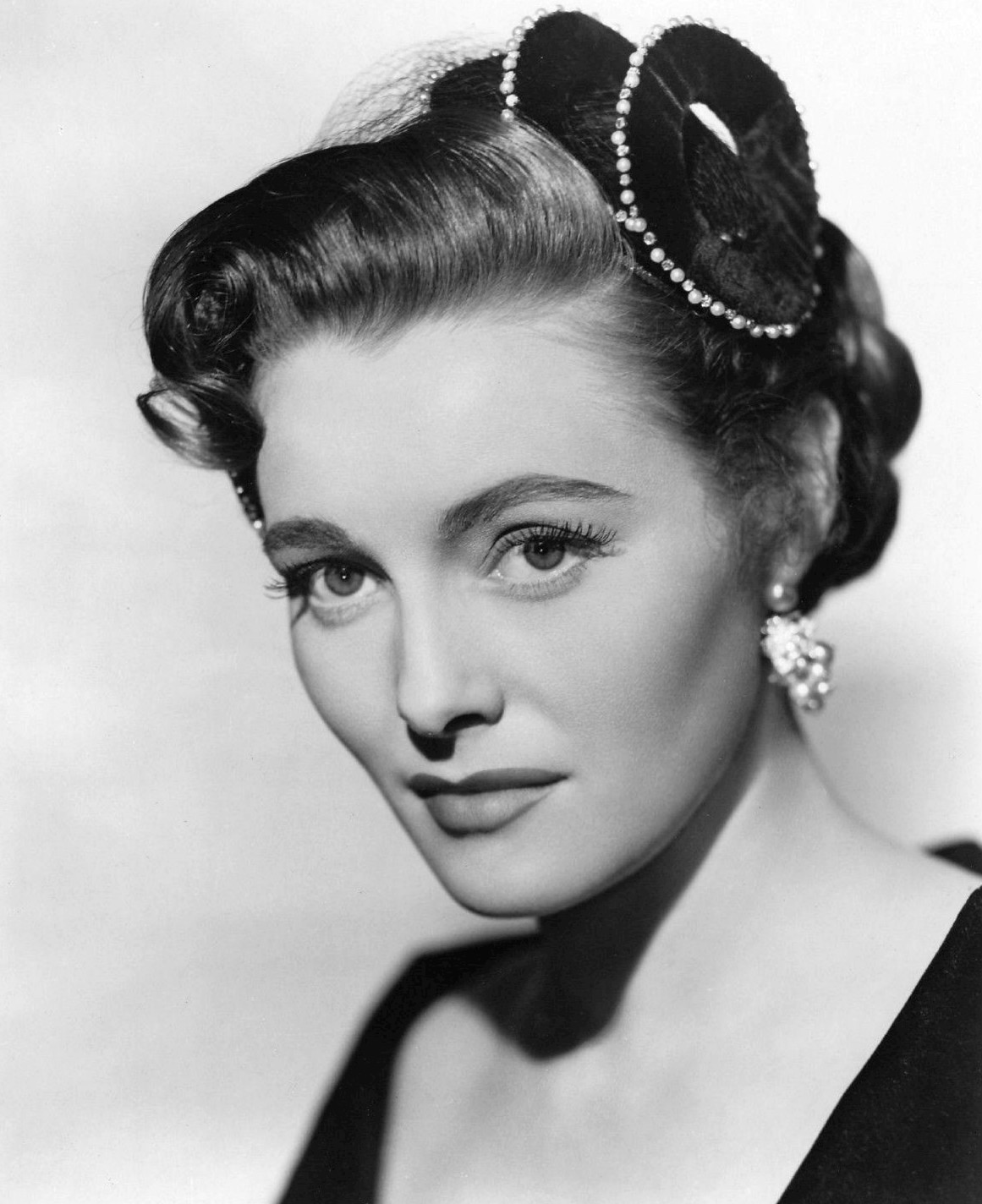
Patricia Neal.

- 1926: Patricia Neal, actriz estadounidense (f. 2010).
- 1926: David Tudor, compositor estadounidense (f. 1996).
- 1926: Vitali Vorotnikov, político ruso. (f. 2012).
- 1927: Qurratulain Haider, escritora hindú (f. 2007).
- 1927: Alejandro Romay, empresario y productor de televisión argentino (f. 2015).
- 1928: Ómar Rayo, pintor colombiano (f. 2010).
- 1929: Jean-Jacques Perrey, músico y productor francés (f. 2016).
- 1929: Jimmy Cobb, baterista de jazz estadounidense (f. 2020).
- 1930: Buzz Aldrin, astronauta estadounidense.
- 1930: Federico Vairo, futbolista argentino (f. 2010).
- 1930: Anita Sirgo, activista española (f. 2024).
- 1930: Chela del Río, actriz colombiana (f. 2010).
- 1931: Birgit Finnilä, contralto sueca.
- 1931: David Morris Lee, físico estadounidense, premio nobel de física en 1996.
- 1933: Emilio Alfaro, actor y cineasta argentino (f. 1998).
- 1934: Tom Baker, actor británico.
- 1937: Amando de Miguel, sociólogo español (f. 2023).
- 1939: María Luisa Solá, actriz de doblaje española.
- 1943: Armando Guebuza, político mozambiqueño, presidente de Mozambique entre 2005 y 2015.
- 1943: Valentín Fuster, cardiólogo español.
- 1944: José Luis Garci, director de cine español.
- 1945: Félix Sanz Roldán, militar español.
- 1945: Eric Stewart, músico británico (10cc).
- 1945: Christopher Martin-Jenkins, periodista británico de cricket (f. 2013).
- 1946: David Lynch, cineasta estadounidense (f. 2025).
- 1946: Sasha Montenegro, actriz y vedette italomexicana (f. 2024).
- 1947: Alberto Cortina, financiero español.
- 1948: Natan Sharansky, político israelí de origen ruso.
- 1949: Göran Persson, político y primer ministro sueco.
- 1950: Mahamane Ousmane, político nigeriano, presidente de Níger entre 1993 y 1996.
- 1951: Ian Hill, músico británico (Judas Priest).
- 1951: Joaquín Hinojosa, actor y director de teatro español.
- 1952: Paul Stanley, guitarrista, vocalista estadounidense (Kiss).
- 1953: Jeffrey Epstein, magnate estadounidense (f. 2019).
- 1954: Rudy La Scala, cantautor italo-venezolano.
- 1956: Rodolfo Rodríguez, futbolista uruguayo.
- 1958: Lorenzo Lamas, actor estadounidense.
- 1959: R. A. Salvatore, escritor estadounidense.
- 1959: Antonio D'Amico, diseñador de moda y modelo italiano (f. 2022).
- 1959: Rodrigo Londoño, guerrillero y político colombiano.
- 1960: Carla Rigg, exmodelo y diseñadora lituana de origen argentino.
- 1960: Will Wright, diseñador de videojuegos estadounidense.
- 1961: Josefina Vázquez Mota, política y economista mexicana.
- 1962: Natalia Giraldo, actriz colombiana.
- 1962: Sakiko Tamagawa, seiyū japonesa.
- 1962: Sophie Thompson, actriz británica.
- 1962: Ramón Centurión, futbolista y entrenador argentino.
- 1963: James Denton, actor estadounidense.
- 1964: Oswaldo Guillén, beisbolista, entrenador y comentarista deportivo venezolano.
- 1964: Željko Komšić, político bosnio, Miembro croata de la Presidencia de Bosnia y Herzegovina entre 2006-2014 y desde 2018.
- 1965: Greg K, músico estadounidense (The Offspring).
- 1965: Sofía de Edimburgo, miembro de la Familia Real Británica.

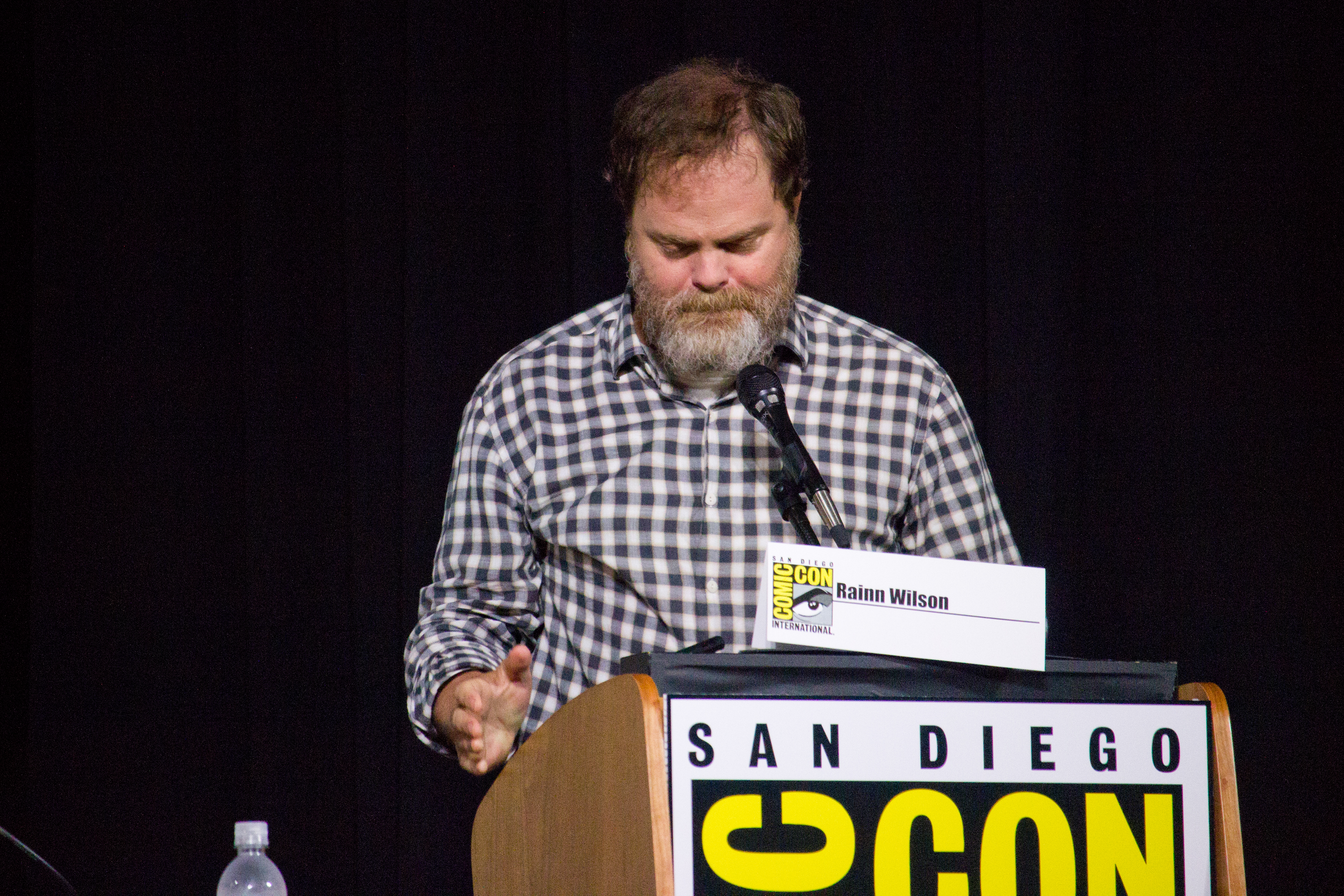
Rainn Wilson.

- 1966: Rainn Wilson, actor estadounidense.
- 1966: Tracii Guns, guitarrista estadounidense (Guns N' Roses y Quiet Riot).
- 1967: Pepón Nieto, actor español.
- 1968: Roberto Enríquez, actor español.
- 1970: Kerri Kenney-Silver, actriz, cantante y guionista estadounidense.
- 1970: Rosa Mariscal, actriz española (f. 2022).
- 1970: Skeet Ulrich, actor estadounidense.
- 1971: Derrick Green, cantante estadounidense (Sepultura).
- 1971: Gary Barlow, cantante, compositor y productor británico (Take That).
- 1972: Oscar Dronjak músico sueco (Hammerfall).
- 1972: Nikki Haley, política estadounidense y exgobernadora de Carolina del sur.
- 1973: Matilde de Bélgica, reina belga.
- 1973: Stephen Crabb, político británico.
- 1973: Mauricio Pastrana, boxeador colombiano.
- 1974: Neru, futbolista y entrenador español.
- 1975: Norberto Fontana, piloto de automovilismo argentino.
- 1976: David DeMaría, cantautor español.
- 1976: David Fernández Miramontes, futbolista español.
- 1977: Sid Wilson, músico estadounidense, de la banda Slipknot.
- 1977: Walter Fabián Coelho, futbolista uruguayo.
- 1977: Ilian Stoyanov, futbolista búlgaro.
- 1978: Gabriel Migliónico, futbolista argentino.
- 1978: Josse Narváez: cantante, actor y presentador colombiano.
- 1978: Salvatore Aronica, futbolista italiano.
- 1978: Volodymyr Groysman, político ucraniano.
- 1979: Rob Bourdon, baterista estadounidense (Linkin Park).
- 1979: Emiliano Bonazzoli, futbolista italiano.
- 1979: Shang Yi, futbolista chino.
- 1979: Ricardo Modesto da Silva, futbolista brasileño.
- 1980: Matthew Tuck, guitarrista británico (Bullet for My Valentine).
- 1980: Owen Hargreaves, futbolista británico.
- 1980: Cristián Álvarez, futbolista chileno.
- 1980: Federico Martín Aramburú, jugador de rugby argentino (f. 2022).
- 1981: Crystal Lowe, actriz canadiense.
- 1981: Jason Richardson, baloncestista estadounidense.
- 1981: Jürgen Colin, futbolista neerlandés.
- 1981: Koen Barbé, ciclista belga.
- 1982: Pierre Webó, futbolista camerunés.
- 1982: Serghei Covalciuc, futbolista ucraniano.
- 1983: Geovany Soto, beisbolista puertorriqueño.
- 1983: Mari Yaguchi, idol japonesa.
- 1983: Daniel Di Tomasso, actor italiano.
- 1983: Yovanny Arrechea, futbolista colombiano.
- 1983: Francisco Javier Hernández García, futbolista español.
- 1984: Federico Peluso, futbolista italiano.
- 1984: Rene Mandri, ciclista estonio.
- 1984: Manu Lanzarote, futbolista español.
- 1984: Karim Haggui, futbolista tunecino.
- 1987: Evan Peters, actor estadounidense.
- 1987: Robert Farah, es un tenista profesional colombiano.
- 1987: Ivy Levan, cantante estadounidense.
- 1987: Marco Simoncelli, piloto de motociclismo italiano (f. 2011).
- 1987: Víctor Vázquez Solsona, futbolista español.
- 1989: Ananias Elói Castro Monteiro, futbolista brasileño (f. 2016).
- 1990: Juri Toppan, futbolista italiano.
- 1991: Jolyon Palmer, piloto de automovilismo británico de Fórmula 1.
- 1991: Óscar Santiago, futbolista español.
- 1992: Sadney Urikhob, futbolista namibio.
- 1992: Vania Accinelli, actriz peruana.
- 1992: Floris De Tier, ciclista belga.
- 1993: Lorenzo Crisetig, futbolista italiano.
- 1993: Mikel Fernández Sanz, futbolista español.
- 1994: Lucas Piazón, futbolista brasileño.
- 1994: Juan San Martín, futbolista uruguayo.
- 1994: Michael Qualls, baloncestista estadounidense.
- 1994: Wang Zhelin, baloncestista chino.
- 1995: José María Giménez, futbolista uruguayo.
- 1995: Sergi Samper, futbolista español.
- 1995: Kyōgo Furuhashi, futbolista japonés.
- 1995: Andrés Flores Jaco, futbolista salvadoreño.
- 1995: Piet Allegaert, ciclista belga.
- 1995: Buay Tuach, baloncestista etíope.
- 1996: Bonke Innocent, futbolista nigeriano.
- 1996: Fidelis Irhene, futbolista nigeriano.
- 1996: Eloge Yao, futbolista marfileño.
- 1996: Katie Zelem, futbolista británico-inglesa.
- 1996: Mateo Levato, futbolista argentino.
- 1996: Héctor Cayetano Villalba, futbolista argentino.
- 1996: Dzmitry Nabokau, atleta bielorruso.
- 1996: Wesley Van Beck, baloncestista estadounidense.
- 1996: Ayxan Tağızadə, taekwondista azerí.
- 1997: Stanisław Aniołkowski, ciclista polaco.
- 1997: Jordan Bowden, baloncestista estadounidense.
- 1997: Gonzalo Álvarez, futbolista chileno.
- 1997: Gonzalo Martín Pereira, futbolista uruguayo.
- 1997: Jesús Ruiz Suárez, futbolista español.
- 1997: Oleksandr Tymchyk, futbolista ucraniano.
- 1998: Kévin Appin, futbolista francés.
- 1998: Sakiko Akutsu, nadadora japonesa.
- 1998: Alessia Rovegno, cantante y modelo peruana.
- 1998: Stefano Pierotti, baloncestista argentino.
- 1999: Oriol Busquets, futbolista español.
- 1999: Virgil Thérésin, futbolista francés.
- 1999: Ablaye Sow, baloncestista senegalés.
- 1999: Justyna Łysiak, voleibolista polaca.
- 1999: Julieta Jankunas, jugadora de hockey sobre césped argentina.
- 1999: Adrian Piperi, atleta estadounidense.
- 1999: Muhammed Anasız, esgrimidor turco.
- 1999: Iñaki Elejalde, futbolista español.
- 1999: Flynn Downes, futbolista inglés.
- 1999: Marko Regža, futbolista letón.
- 1999: Andreas Thum, tirador austriaco.
- 1999: Pablo Alcolea, futbolista español.
- 2000: Tyler Herro, baloncestista estadounidense.
- 2000: Selemon Barega, atleta etíope.
- 2000: Lukas Krüger, futbolista alemán.
- 2000: Cristian Cásseres Jr., futbolista venezolano.
- 2000: Joel Jiménez, futbolista español.
- 2000: Milagros Pagliero, futbolista argentina.
- 2000: Ayo Akinola, futbolista canadiense-estadounidense.
- 2000: Deivoon Magaña, futbolista mexicano.
- 2000: Elias Kristoffersen Hagen, futbolista noruego.
- 2000: Riccardo Orsoni, atleta italiano.
- 2002: Bećir Omeragić, futbolista suizo.
- 2002: Moussa Diarra, futbolista maliense.
- 2003: Jack Doohan, piloto de automovilismo australiano.
- 2003: Darío Serra Álvarez, futbolista español.
- 2003: Ervin Omić, futbolista austriaco.
- 2003: Sultan Chomoev, futbolista kirguís.
- 2003: Abdullah Radif, futbolista saudí.
- 2004: Artur Gajdoš, futbolista eslovaco.
- 2004: Ali Jasim, futbolista iraquí.
- 2005: Enso González, futbolista paraguayo.
- 2010: Indica Watson, actriz británica.

## Fallecimientos
- 250: Fabián, papa de la Iglesia católica entre 236 y 250 (n. ca. 200).
- 1273: Muhammad ibn Nasr, emir nazarí de Granada (n. 1194).
- 1479: Juan II, el Grande, rey aragonés y navarro (n. 1397).
- 1509: Rodrigo Fernández de Santaella, teólogo español (n. 1444).
- 1516: Juan Díaz de Solís, conquistador español (n. 1470?).
- 1666: Ana de Austria, reina consorte francesa (n. 1601).
- 1745: Carlos VII Alberto, emperador del Sacro Imperio romano germánico (n. 1697).
- 1775: Domingo de Bonechea, navegante y explorador español (n. 1730).
- 1779: David Garrick, actor británico (n. 1717).
- 1848: Cristian VIII, rey noruego y danés (n. 1786).
- 1859: Bettina von Arnim, cuentista alemana (n. 1785).
- 1875: Jean-François Millet, pintor francés (n. 1814).
- 1891: Kalakaua, rey hawaiiano (n. 1836).
- 1896: Enrique de Battenberg, noble británico (n. 1858).
- 1900: John Ruskin, escritor, crítico de arte y reformista británico (n. 1819).
- 1913: José Guadalupe Posada, grabador mexicano (n. 1852).
- 1917: Alejandro Ferrant y Fischermans, pintor español (n. 1843).
- 1922: Camille Jordan, matemático francés (n. 1838).
- 1924: Jay Hambidge, artista y matemático estadounidense (n. 1867).
- 1936: Jorge V, rey británico (n. 1865).
- 1947: Josh Gibson, beisbolista estadounidense (n. 1911).
- 1948: Enrique De Rosas, guionista, cineasta y actor argentino (n. 1888).
- 1949: Nora Gregor, actriz austriaca (n. 1901).
- 1955: Luis Otero, futbolista español (n. 1893).
- 1960: Matthew Moore, actor irlandés (n. 1888).
- 1965: Alan Freed, disc-jockey estadounidense (n. 1921).
- 1967: Giacomo Debenedetti, escritor italiano (n. 1901).
- 1969: Enrique Ruano, estudiante español (n. 1948).[4]
- 1980: Claudio Levrino, actor argentino (n. 1946).
- 1983: Garrincha, futbolista brasileño (n. 1933).
- 1983: Sabino Bilbao, futbolista español (n. 1897).
- 1984: Johnny Weissmüller, nadador y actor estadounidense (n. 1904).
- 1988: Paul Esser, actor alemán (n. 1913).
- 1989: Józef Cyrankiewicz, presidente polaco (n. 1911).
- 1989: Beatrice Lillie, actriz canadiense (n. 1894).
- 1990: Barbara Stanwyck, actriz estadounidense (n. 1907).
- 1993: Audrey Hepburn, actriz británica (n. 1929).
- 1994: Sir Matt Busby, entrenador de fútbol británico (n. 1909).
- 1996: Gerry Mulligan, músico estadounidense (n. 1927).
- 1997: Guillermo Cañedo de la Bárcena, fundador y empresario mexicano (n. 1920).
- 2003: Jaime Miralles, abogado español (n. 1920).
- 2005: Jan Nowak-Jeziorański, periodista, escritor, político y patriota polaco (n. 1914).
- 2007: Eusebio Cimorra, periodista y escritor español (n. 1908).
- 2007: Alfredo Ripstein, productor de cine mexicano (n. 1916).
- 2008: Louis de Cazenave, supercentenario y militar francés (n. 1897).
- 2010: Mariano Constante, escritor español (n. 1920).
- 2011: Luis Jaime Cisneros Vizquerra, lingüista y profesor peruano (n. 1921).
- 2011: Reynolds Price, escritor estadounidense (n. 1933).
- 2011: Sexy Cora, actriz porno alemana (n. 1987).
- 2012: Etta James, cantautora estadounidense (n. 1938).
- 2013: Humberto Serrano, actor argentino de origen español (n. 1942).
- 2014: Claudio Abbado, director de orquesta y músico italiano (n. 1933).
- 2017: David G. Hartwell, editor y crítico literario estadounidense (n. 1941).
- 2018: Paul Bocuse, chef francés (n. 1926).
- 2020: Andrew Vajna, productor de cine y empresario húngaro (n. 1944).
- 2021: Metsing Lekhanya, militar y político lesotense (n. 1938).
- 2021: Mira Furlan, cantante y actriz de cine, teatro y televisión croata (n. 1955).
- 2022: Meat Loaf (74), cantante y actor estadounidense (n. 1947).
- 2022: Leonor Oyarzún, primera dama de Chile entre 1990 y 1994 (n. 1919).
- 2022: Elza Soares (91), cantante y compositora brasileña (n. 1930).
- 2022: Eduardo Flores (77), futbolista y entrenador argentino (n. 1944).
- 2023: Óscar Colchado, docente, poeta y cuentista peruano (n. 1927).

## Celebraciones
- Día Internacional por los Pingüinos.[5]
Fecha para aumentar la concientización sobre la preservación, protección y cuidado de estos peculiares animales.
También el 25 de abril se celebra una fecha similar: El Día Mundial de los Pingüinos (en inglés: World Penguin Day).

 Por países
(Por orden alfabético)
- Azerbaiyán: 
  - Día de los Mártires.[6]

- Brasil: 
  - Aniversario de la ciudad de Río de Janeiro.

- Cabo Verde: 
  - Día de los Héroes.

- Chile: 
  - Día del Roto Chileno.[7]La celebración honra a los "rotos", chilenos pobres que participaron en el Ejército Unido Restaurador (1937).

- Colombia: 
  - Corralejas en la ciudad de Sincelejo.

- Estados Unidos: 
  - Día de Martin Luther King Jr.[8]

- Guinea-Bisáu: 
  - Día de los Héroes.

- Mali: 
  - Día del Ejército.[9]

- Venezuela:
  - Día Nacional del Pediatra. Se celebra desde 1939 cuando se fundó la Sociedad Venezolana de Puericultura y Pediatría.

### Santoral católico

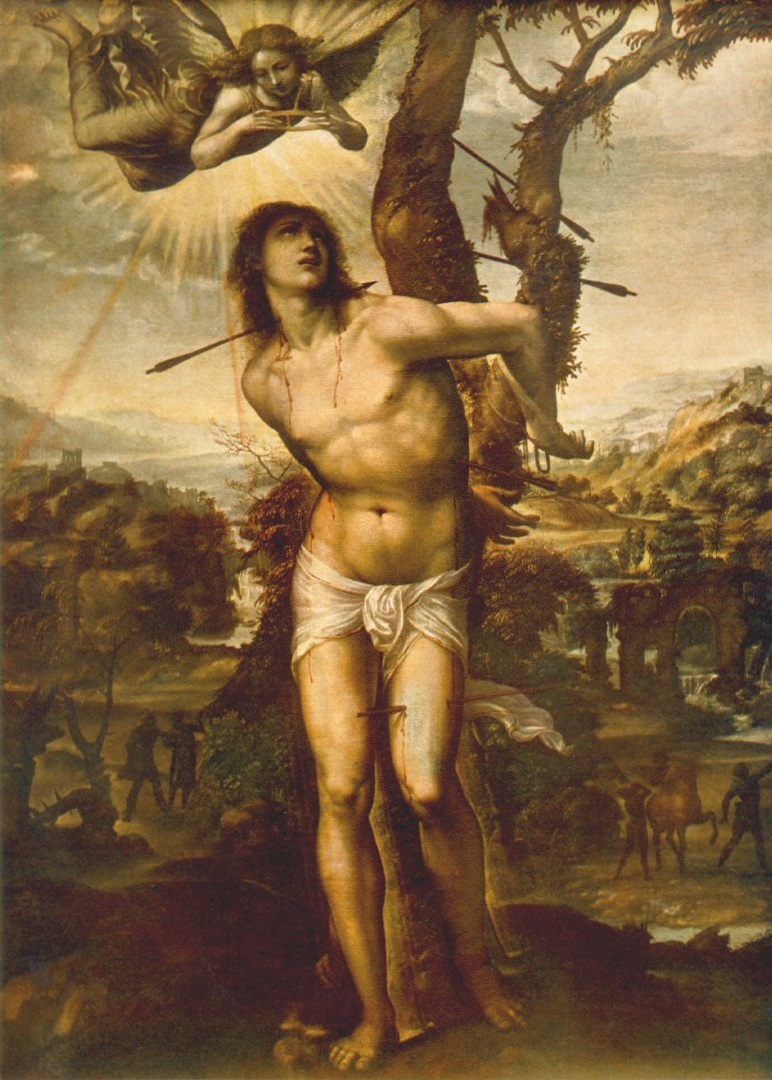
Martirio de San Sebastián, por Il Sodoma (hacia 1525).

- San Sebastián de Milán, mártir (s. IV in.).[10](imagen ilustrativa).
- San Fabián, papa y mártir (250).
- San Ascla de Antinoe, mártir (s. IV).
- San Neófito de Nicea, mártir (s. IV).[11]
- San Eutimio el Grande, abad (473).[11]
- San Wulfstano de Worchester, obispo (1095).[11]
- Beato Benito Ricasoli, eremita (c. 1107).[11]
- San Enrique de Upsala, obispo y mártir (c. 1157).[11]
- Santa Eustaquia Calafato, virgen y abadesa (1485).[11]
- San Esteban Min Kuk-ka, mártir (1840).[11]
- Beato Cipriano Iwene Tansi, presbítero (1964).[11]
- Santa María Cristina de la Inmaculada Concepción, virgen (1906).[11]

 Por países
(Por orden alfabético)
- Chile: 
  - Festividad de San Sebastián en Yumbel y San Sebastián.

- España: 
  - Festividad de San Sebastián en las siguientes localidades:
  - San Sebastián (Guipúzcoa).
  - Aldea del Obispo (Salamanca).
  - Acehúche (Cáceres).
  - Botija (Cáceres).
  - Sangüesa (Navarra).
  - Azpeitia (Guipúzcoa).
  - Agüimes (Las Palmas).
  - Benalúa de las Villas (Granada).
  - Boadilla del Monte (Comunidad de Madrid).
  - Caniles (Granada).
  - Casas de Sebastián Pérez (Ávila).
  - Castro Caldelas (Orense).
  - Ciudad Rodrigo (Salamanca).
  - Fresnedillas de la Oliva (Comunidad de Madrid).
  - Fuente Obejuna (Córdoba).
  - Gérgal (Almería).
  - Linares (Jaén).
  - La Guardia de Jaén (Jaén).
  - Lacorvilla (Zaragoza).
  - Laspuña (Huesca).
  - Madridejos (Toledo).
  - Mironcillo (Ávila).
  - Navacepeda de Tormes (Ávila).
  - Padul (Granada).
  - La Pobla de Vallbona (Valencia).
  - Palma de Mallorca.
  - San Sebastián de los Reyes (Madrid).
  - Parrillas (Toledo).
  - Revenga (Segovia).
  - Ricote (Murcia).
  - Tafalla (Comunidad Foral de Navarra).
  - Tíjola (Almería).
  - Torrejón de la Calzada (Madrid).
  - Villaco (Valladolid).
  - Villanueva de Alcardete (Toledo).
  - Villaviciosa de Odón (Madrid).
  - Vinaroz (Castellón).
  - Requena (Valencia).
  - Vilvestre (Salamanca).
  - Montiel (Ciudad Real).

- México: 
  - Festividad de San Sebastián en Saín Alto (Zacatecas), León y Huitchila (Morelos).

- Perú: 
  - Fiesta Patronal de la Virgen Purísima en la localidad de Pampas, provincia de Tayacaja.

- Venezuela:
  - Feria Internacional de San Sebastián (FISS),[12] en San Cristóbal, Estado Táchira.